# Jiddu Krishnamurti

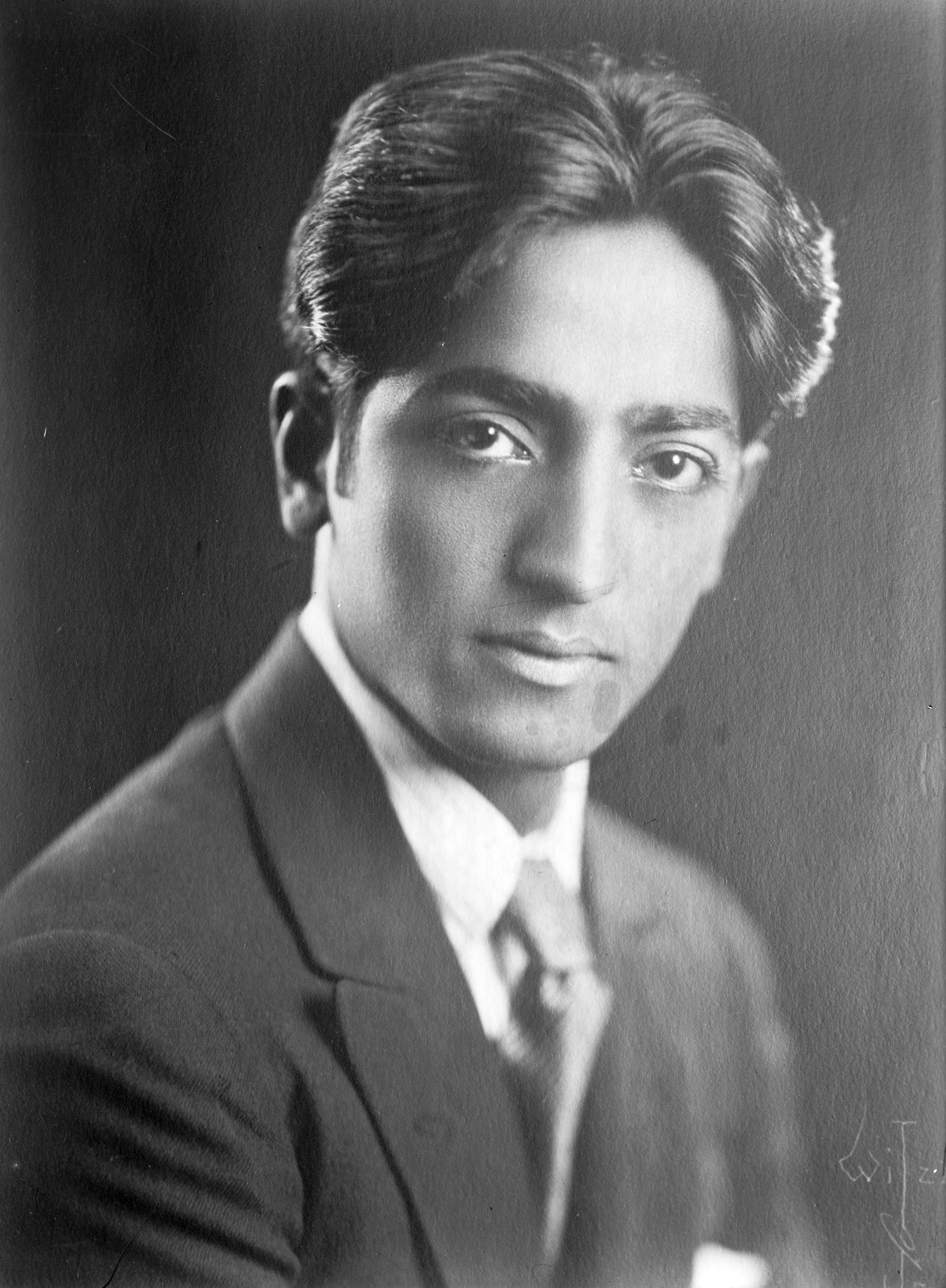
Jiddu Krishnamurti på 1920-talet.

Jiddu Krishnamurti, född 11 maj 1895 i Madanapalle i Andhra Pradesh, död 17 februari 1986 i Ojai i Kalifornien, var en indisk filosof.

## Biografi
Annie Besant vid Teosofiska Samfundet i Madras tog hand om honom som pojke och adopterade honom. År 1910 förklarades han av ledaren Annie Besant vara den nya Messias, det vill säga Maitreya, och man bildade en kult kring honom med namnet Order of the Star in the East. När Krishnamurti år 1929 avsade sig sin roll som den nye Messias försvann också kulten.
Krishnamurti pläderade därefter för att var och en måste finna sin egen väg. Han blev därefter en odogmatisk religiös mystiker, i det att han förnekade allt värde av gamla begrepp och uppmuntrade folk att inte tro på någon auktoritet, inkluderande honom själv. I stillhet borde de själva se och lyssna i absolut frihet och klarhet och bli vissa om tankens och varats natur i nuet. Anhängare fanns och finns över hela världen. Krishnamurtis filosofi har han själv uttryckt som: "Jag vill göra människan ovillkorligen fri".
Krishnamurti menade att det inte finns någon bestämd väg eller metod som kan tillämpas för att finna sanningen om tillvaron och oss själva: "Sanningen är ett rike utan vägar" (Truth is a pathless land). Han tillfogar att "Ingen organisation äger sanningen". Han strävade fram till sin död för sin gärning och reste runt i världen för att förklara sin syn på människan och tillvaron inför stora åhörarskaror. Vid dessa möten talade han om vikten av att se ögonblicket som det är utan att referera till det förflutna.

## Böcker på svenska
- Tankar om livet (Commentaries on Living)
- Att vara fri (Freedom From the Known)
- Meditationer (Meditations)
- Krishnamurtis liv och död (Life and Death of Krishnamurti)
- Jaget och tiden (The Ending of Time)
- Bortom våldet (Beyond Violence)